# Ole Andreasen
Ole Andreasen (n. 30 iulie 1939 în Frederiksberg) este un om politic danez, membru al Parlamentului European în perioada 1999-2004 din partea Danemarcii. 
1. ↑  Ole Andreasen, Česko-Slovenská filmová databáze
2. ↑  Deputații în Parlamentul European